# USS LST-841
O USS LST-841 foi um navio de guerra norte-americano da classe LST que operou durante a Segunda Guerra Mundial.